# Jan Caha
Jan Rudolf Caha (22. srpna 1910, Sázava – 7. prosince 1981, Praha) byl český překladatel z angličtiny a ruštiny, autor učebnic a slovníků.

## Život
Narodil se v roce 1910 do rodiny evangelického faráře Jakuba Cahy a Emilie Vlastislavy rozené Veselé. Otec pocházel z Budíkovic u Třebíče, matka z Bučiny u Vysokého Mýta.
Po ukončení studií (1937) na Filozofické fakultě Univerzity Karlovy se stal středoškolským profesorem, např. na obchodní akademii v Karlíně (1938–1950), vyšší hospodářské škole na Praze 2 (1950–1954). Na Katedře jazyků Československé akademie věd v Praze pracoval od roku 1954.

## Dílo
- Anthologie z anglické a americké literatury pro 3. a 4. třídu gymnasií a vyšších hospodářských škol (1951, s J. W. Dunovskou a V. Vendyšem)
- Cvičebnice jazyka anglického pro 3. a 4. třídu gymnasií a vyšších hospodářských škol (1953, s J. W. Dunovskou a V. Vendyšem)
- Stručná mluvnice angličtiny (1959, s L. Duškovou a L. Bubeníkovou)
- Angličtina pro vědecké a odborné pracovníky (1961, s L. Duškovou a L. Bubeníkovou).
- Anglicko-český slovník (1960, s J. Krámským)
- Základní anglicko-český slovník pro četbu odborné literatury (1966)
- Bibliografii odborných překladových slovníků (1962)

## Překlady z angličtiny
- Erskine Caldwell: Tragický kus země (Praha, Svoboda 1967)
- James Fenimore Cooper: Lovec jelenů (Praha, Státní nakladatelství dětské knihy 1960)
- Leo Deuel: Svědkové času (Praha, Odeon 1975)
- Judith Friedbergová: David Seymour (Praha, SNKLU 1965)
- John Galsworthy: Tmavý svět (Praha, Svoboda, 1970)
- Jack London: Odyssea severu (Praha, Svoboda 1969 s A. J. Štastným)
- Jack London: Aljaška (Odeon 1972 s A. J. Štastným)
- Thomas Malory: Artušova smrt (Praha, SNKLHU 1960; Praha, Aurora 1997)
- Herbert Read: Výchova uměním (Praha, Odeon 1967)
- Keith Sutton: Picasso (Praha, Odeon 1968)

## Překlady z ruštiny
- Lev Nikolajevič Tolstoj: Hadži Murat (Praha, Odeon 1973)
- Lev Nikolajevič Tolstoj: Lidové povídky (Praha, SNKLU 1962 s Ervínou Moisejenkovou)